# Akuma (folklore)
Cet article parle des démons étrangers au Japon. Pour consulter l’article sur les démons typiquement japonais, voir Oni.
Pour les articles homonymes, voir Akuma.
Akuma (悪魔, « mauvais esprit ») est un terme japonais utilisé pour désigner les démons et mauvais esprits, principalement issus de l’étranger, permettant ainsi de les distinguer des oni et des autres yōkai dans le folklore japonais. 

## Utilisation
Le terme sino-japonais « akuma » (悪魔) est à l'origine un mot issu des textes bouddhiques traduits en chinois, mais en japonais moderne, il est également utilisé comme traduction des concepts étrangers comme le Māra du bouddhisme, ou encore occidentaux tels que « Satan », « le diable » ou « le démon » . 
Dans l'ouvrage de Habián intitulé Hateyuji, des exemples de traduction des démons du christianisme par les missionnaires chrétiens sont traduit en japonais par l’utilisation de néologismes tels que « Djabo » (音訳 ; du portugais Diabo), « akuma » ou encore en utilisant des figures du folklore japonais tel que  « tengu ».
En tant que terme bouddhique, akuma est synonyme de la transcription phonétique en chinois du sanskrit māra, représentée par les caractères chinois « mara » (魔羅) ou « ma » (魔). Le caractère chinois 魔 a été créé par des érudits bouddhistes et combine le radical 鬼 (signifiant esprit ou être surnaturel) et le phonème 麻 pour représenter la prononciation de māra. Selon le moine de la dynastie Tang Zhanran (湛然), le caractère était autrefois écrit 磨 et fut changé en 魔 sous l'empereur Wu de la dynastie Liang (Xiao Yan) : « Les anciens traduisaient ce caractère par 磨 (磨 signifiant polir). Sous l’empereur Wu de Liang, il fut modifié en 魔, car on considérait que les démons tourmentent les gens et que le caractère devrait inclure 鬼 (esprit) ». Le Dictionnaire de Kangxi (康熙字典) rapporte également ce changement en citant la Grammaire correcte (正字通) : « Selon les traductions des écritures, le caractère 魔 était anciennement écrit 磨, avec 石 (pierre) comme radical. L’empereur Wu de Liang a changé 石 en 鬼 (esprit) ». Cependant, des preuves archéologiques montrent que le caractère 魔 existait déjà avant l’époque de l’empereur Wu.
Dans les croyances populaires au Japon, akuma en est venu à désigner de manière vague et anthropomorphique toute entité perçue comme la cause d’un malheur.

## Dans la culture populaire
À l’instar de son utilisation pour désigner le diable et les démon dans le christianisme, le terme akuma est par conséquent extrêmement utilisé dans les productions mettant en scène un univers de fantaisy s’inspira d’un référentiel occidental, tel que des manga comme D.Gray-man ou encore Blue Exorcist. Le terme akuma est également utilisé pour marquer le concept de dualité bien/mal, avec des titres comme Chainsaw Man. Le terme est également repris à l’étranger dans un objectif commercial pour créer une sensation d’exotisme, notamment avec le personnage de Akuma dans la série de jeux de combat Street Fighter, alors que ce dernier est désigné sous le nom de Gōki (豪鬼) dans la version japonaise du jeu. 